# The Reel Me
„The Reel Me“ е EP албум на американската певица и актриса Дженифър Лопес. Той включва и DVD с видеоклипове. Албумът е пуснат на 18 ноември 2003 г.

## Списък с песните

### Диск 1 (DVD)
1. If You Had My Love
2. No Me Ames (с Марк Антъни)
3. Waiting for Tonight (Hex Hector Remix)
4. Feelin' So Good
5. Love Don't Cost a Thing
6. Play
7. I'm Real
8. I'm Real (Remix с Ja Rule)
9. Ain't It Funny
10. Alive
11. Ain't It Funny (Remix с Ja Rule)
12. I'm Gonna Be Alright (Track Masters Remix с Nas)
13. Jenny from the Block (със Styles и Jadakiss)
14. All I Have (с Ел Ел Кул Джей)
15. I'm Glad
16. Baby I Love U!

### Диск 2 (CD)
1. Baby I Love U! – 4:29
2. Jenny from the Block (Seismic Crew's Latin Disco Trip) – 6:41
3. All I Have (с Ел Ел Кул Джей) (Ignorants Remix) – 4:03
4. I'm Glad (Paul Oakenfold Perfecto Remix) – 5:47
5. The One (Bastone & Burnz Club Mix) – 7:40
6. Baby I Love U! (R. Kelly Remix) – 4:11